# 論理定項
論理学において、言語 {\displaystyle {\mathcal {L}}} の論理定項 (英: logical constant) は、{\displaystyle {\mathcal {L}}}の全ての解釈の下で同じ意味値を持つ記号である。
論理定項の二つの重要な型は、論理結合子と量化記号である。等式述語（通常'='と書かれる）もまた、多くの論理体系において論理定項として扱われる。
一般的に論理定項として扱われるいくつかの記号を以下に示す：
| 記号                      | 意味                                  |
| ------------------------- | ------------------------------------- |
| T                         | "真 (true)"                           |
| F                         | "偽 (false)"                          |
| ¬                         | "でない (not)"                        |
| ∧                         | "かつ (and)"                          |
| ∨                         | "または (or)"                         |
| →                         | "ならば (implies", "if...then)"       |
| ∀                         | "全ての (for all)"                    |
| ∃                         | "存在する (there exists", "for some)" |
| =                         | "等しい (equals)"                     |
| {\displaystyle \Box }     | "必然的である (necessary)"            |
| {\displaystyle \Diamond } | "可能的である (possible)"             |

上記のリスト以外の記号が一般的にさまざま論理定項を記すために用いられることもある。例えば、記号 "&" は 論理和を表す。
論理学の哲学における根本的な疑問の一つに、"論理定項とは何か?"というものがある。一体、論理定項のどのような特徴がそれらを論理的にしているのか？